# 7701 Zrzavý
7701 Zrzavý là một tiểu hành tinh vành đai chính với chu kỳ quỹ đạo là 1610.1009144 ngày (4.41 năm).
Nó được phát hiện ngày 14 tháng 10 năm 1990.